# Mathilde Bauermeister
Mathilde Bauermeister (Amburgo, 1849 – Herne Bay, 15 ottobre 1926) è stata una cantante lirica tedesca che per decenni ha detenuto il record per il maggior numero delle esibizioni di un'artista donna al Metropolitan Opera, un record ora detenuto da Thelma Votipka.

## Biografia
Mathilde Bauermeister nacque ad Amburgo, Germania. Fece il suo debutto al Metropolitan l'11 novembre 1891, come Amore nell'Orfeo ed Euridice di Gluck. Si è specializzata in ruoli di comprimarie. Le sue esibizioni più frequenti al Met sono state Marthe nel Faust di Gounod (199 rappresentazioni), Frasquita nella Carmen di Bizet (144), Damigella d'onore in Gli ugonotti di Meyerbeer (100), Gertrude in Romeo e Giulietta di Gounod (98) e Mamma Lucia nella Cavalleria rusticana di Mascagni (97). Questi ruoli rappresentano oltre la metà delle sue 1.062 esibizioni al Met. Ha cantato 44 volte il ruolo di Giovanna nel Rigoletto di Verdi, anche in occasione del debutto di Enrico Caruso con il Met.
I ruoli che è stata la prima ad interpretare al Met includono Mamma Lucia, Poussette in Manon di Massenet, Inés in La Favorita di Donizetti e Giovanna in Ernani di Verdi.
La sua ultima esibizione al Met, il 17 marzo 1906, fu nel ruolo di Berta in uno spettacolo mattutino che includeva il secondo atto del Barbiere di Siviglia di Rossini.
Morì a Herne Bay, nel Kent, in Inghilterra.